# サンリオスターライトパレード
サンリオ スターライトパレード（英：Sanrio Starlight parade）は、東京都多摩市にある屋内型テーマパーク、サンリオピューロランドで初めて公演された最初のパレード演目。
公演期間は1990年12月7日から1997年7月8日。

## 概説
1990年12月のサンリオピューロランド開園時からおよそ7年間、パーク休園日を除くほぼ毎日公演されたロングラン演目の1つで、サンリオピューロランドに於ける集客の目玉となる演目であった。サンリオ スターライトパレードは最初期版、初期版、改訂版の主に3種類の構成で上演され、その演目制作に関し、当時、エンターテイメントショー制作経験が未熟だったサンリオに対して制作ノウハウや構成、演出プランなど多岐に渡り協業を重ねたのがランドマーク・エンターテイメント社であった。同社は米国ディズニーランドなどの米国内テーマパークに於いてエンターテイメントショーや関係イベントで演出・制作経験を積んだ一流スタッフが集結し設立したエンターテイメントショー制作専業会社で、同社とサンリオとの縁はサンリオピューロランド開園前の時代、サンリオによって造られた「サンリオファンタージェン」（通称:船橋ファンタージェン）に由来する。また、サンリオピューロランド開園時（1990年12月7日）から公演された最初期のバージョンは「プロトタイプ版」であり、その後、季節毎のイベントに合わせた「ハロウィーン版」、「クリスマス版」、「ハローキティ&ミミィ誕生日版」、「フローラルファンタジー版」、「サマーパレード版」、「フローラルファンタジー1993年版(再演版)」などの各バージョンが制作・公演された。1994年春からスターライトパレード終演の1997年7月までは「改訂版」が公演され、パレード導入部のキングハッピーの口上などが割愛された代わりに「光のページェント」パートがプレパレード部分に追加され、ピューロダンサーが出演して演目の導入部を彩った。

## 公演データ
- 公演期間：1990年12月7日から1997年7月8日（※1990年12月6日サンリオピューロランド「プレオープン日/招待日」を除く）
- 総観覧者数：約1,125万人（※1997年7月時点）
- 公演地：ピューロビレッジ
- 制作費：約3億円（※1990年当時/出演者ギャランティ等を除く）
- 出演者数：約50名（※1990年当時）
- 公演尺数：1公演当り約35分（※1990年当時）
- 公演スケジュール：15時、19時（※1日2回/1990年当時） → 11時、15時、19時（※1日3回/1991年当時） → 15時（※1日1回/1992年〜1997年）

## 主なストーリー（物語）
宇宙の神秘と人々の平和、愛と希望を携えた8人のピューロが宇宙の彼方から飛来して、はや幾年。ピューロの王様「キングハッピー」が地球に撒いた1つの種が芽吹き、知恵の木がすくすくと育った頃、8人のピューロたちはサンリオキャラクターと出会いました。それぞれ8人のピューロたちが出会ったサンリオキャラクターは地球に暮らす人々の平和や夢、愛と希望と調和の心をピューロと交わしました。サンリオキャラクターと出会ったピューロたちは喜びや嬉しさを沢山の人々と一緒に祝福しようと考え、ピューロビレッジで一夜限りのセレブレーションを行う事にしました。夕方を迎え、キングハッピーの口上が聞こえると、昼と夜が交互に訪れる不思議な空間、ピューロビレッジでたった一夜だけ、朝まで夜通しで行われる素晴らしいパーティーが開かれます。サンリオピューロランドを訪れた全てのゲストが、壮大なセレブレーションを体感します。
※出典：学校教育関係者向け資料「サンリオ ピューロランド学習のてびき（1992年）」（サンリオコミュニケーションワールド・刊）

## 梗概
一日に何度も昼と夜が訪れる不思議な村、ピューロビレッジでたった一夜だけ行われるセレブレーションの準備でピューロの村の住人は大忙し。夕闇が迫る頃、ピューロの王様「キングハッピー」の高らかな声と共にセレブレーションの開幕が宣言されます。王様の掛け声が聞こえる中、ピューロの村の住人たちはそれぞれの持ち場で仕事に勤しみます。ピューロの村人の準備が整うと、いよいよピューロたちが森の妖精や不思議な世界の住人を引き連れてピューロビレッジにやって来ました。ピューロの王様・キングハッピーは地球に飛来した時、初めて出会い歓迎してくれたサンリオキャラクターをピューロビレッジの村人と沢山のゲストに向けて紹介します。王様の呼び掛けに答え、それぞれのフロートから元気良く登場するサンリオキャラクターがピューロと共に唄い、共に踊り、出会いの喜びをゲストに伝えます。やがて夜になり、踊り疲れてしまった森の妖精や住人たちは眠りにつこうとしますが、8人のピューロと8体のサンリオキャラクターが共に力を合わせ、妖精や村人や沢山のゲストにエールを送ります。すると、ピューロビレッジの不思議な世界に真夜中の闇が訪れ、光きらめく灯かりと共に妖精たちは息を吹き返して踊り始めました。真夜中の闇を照らす灯かりがピューロとサンリオキャラクターと妖精たちに力を与えたのです。そしてピューロビレッジの住人や妖精たちは光の導きに呼応する様に唄い踊り続けると、ビレッジの彼方に夜明けが見えました。ピューロビレッジの住人やゲストは一夜限りの壮大なセレブレーションに参加したのです。<終>
※出典：Sanrio Puroland (サンリオピューロランド・PR資料（株式会社サンリオ・サンリオコミュニケーションワールド・製作、1990年8月・刊）

## 主なキャスト
ピューロキャラクター8体は8つの「ユニット」を組み、各ユニットに以下のサンリオキャラクターがフロート搭乗し、パレードの中盤前からキングハッピーの紹介で登場。ピューロダンサーズ（ピューロフレンズ）は「ピューロビレッジの住人と村人」の設定に基づき、パレード開始前のプレパレード（導入部/パレード前置部分）から登場し、キングハッピーの口上と共にスタートする本編でもピューロキャラクターやサンリオキャラクターと共に唄い踊り、パレードに出演した。主なキャストは以下の通り。
- ピューロダンサーズ（ピューロフレンズ）

<スイーパー、ピアノガール、ケーキレディ、ピューロビレッジの住人、森の妖精など>
- キングハッピー（ピューロの王様）/ハローキティ（ハッピーユニットに搭乗）
- チックタック（時のピューロ）/けろけろけろっぴ（チクタクユニットに搭乗）
- メロディ（音楽のピューロ）/マイメロディ（メロディユニットに搭乗）
- ティンカー（発明のピューロ）/ぽこぽん（ティンカーユニットに搭乗）
- トワイライト（魔法と神秘のピューロ）/キキ（トワイライトユニットに搭乗）
- ツィンクル（妖精の森のピューロ）/ララ（ツィンクルユニットに搭乗）
- ヤムヤム（食べ物と栄養のピューロ）/みんなのたあ坊（ヤムヤムユニットに搭乗）
- キャプテン（冒険のピューロ）/ハンギョドン（キャプテンユニットに搭乗）

※ピューロキャラクターのキャラクター名表記は諸資料により若干の違いあり。
※

## 主な楽曲
- ビレッジワーカーソング

（唄：槙みちる、伊集加代子、和田夏代子、若子内悦郎、藤島新、木戸やすひろ、高尾のぞみ、黒沢裕一）
- 虹の工場

（唄：槙みちる、伊集加代子、和田夏代子）
- ウェア・アー・ウイッシュズ・ハード（※「ようこそ不思議な世界へ」/ピューロエントランス）

（唄：槙みちる、伊集加代子、和田夏代子、若子内悦郎、藤島新、木戸やすひろ、高尾のぞみ、黒沢裕一）
- ハローキティ

（唄：槙みちる、伊集加代子、和田夏代子、若子内悦郎、藤島新、木戸やすひろ、高尾のぞみ、黒沢裕一）
- パーティ・イン・ピューロランド（※パーティ・イン・ザ・ピューロランド）

（唄：槙みちる、伊集加代子、和田夏代子、若子内悦郎、藤島新、木戸やすひろ、高尾のぞみ、黒沢裕一）
- トワイライトマジック
- ピューロエントランス・フィナーレバージョン
- 光のページェント（※パレード改訂版、前置部分に使用）

※楽曲の曲名表記は諸資料により若干の違いあり。
※

## 声の出演
- 林原めぐみ、郷里大輔 他

## 制作スタッフ
- 企画・原案：辻信太郎（サンリオ）、西口由一（サンリオ）
- 構成・演出：トム・マギー、マーク・プライマー（ランドマークエンターテイメント）、中川久美、後根紀夫（サンリオ・コミュニケーションワールド）
- 音楽：ゲーリー・ストックデール（ランドマークエンターテイメント）、宮川泰、スティーブ・ウィルムズ 他
- 日本語訳詞：織田ゆり子、尾形香代子(サンリオ・コミュニケーションワールド)
- 制作：ランドマークエンターテイメント、サンリオ・コミュニケーションワールド（現.サンリオエンターテイメント）

### 付記
- 1997年7月8日「さよなら！スターライトパレード」公演時のみ、通常版パレードのエンド部分に追加製作された「お別れの2分間」が付属し、予め選定されたゲストが8人のピューロキャラクターと8体のサンリオキャラクターに花束を贈呈した。また、その際にハローキティから「新登場パレードの予告コメント」も発表された。
- 1997年7月9日 - 7月10日の二日間のみ新パレードへの切り替えの為、パレード公演は行われず、7月11日から18日は「サンリオピューロランド新パレード予行演習版」（コズミックファンタジー予行版）を公演した。